# هالبلاش
هالبلاش (به آلمانی: Halblech) یک شهر در آلمان است که در استالگوی واقع شده‌است.